# 北島驥子雄
北島驥子雄（1888年7月31日－1975年2月22日）是日本陸軍的軍人。最終階級是陸軍中將。

## 經歷
北島驥子雄出身於日本栃木縣出身。是父親早尾海雄的第五個兒子，並在養父北島庚吉的照顧下長大。曾就讀日本陸軍幼年學校預科、中央幼年學校，1908年5月自日本陸軍士官學校（20期）畢業。同年12月，就任重砲兵第2連隊的砲兵少尉。1914年8月，在青島戰役中擔任攻城砲兵司令部副官。
1915年8月，擔任陸軍重砲兵射擊學校（後改稱陸軍重砲兵學校）的教官，接著出任重砲兵第2連隊中隊長、陸軍省軍務局課員（砲兵課）、出任歐美國家、野戰重砲兵第7連隊等職務後，在1925年5月再度重任重砲兵學校教官。
1938年12月，在中日戰爭中擔任野戰重砲兵第5旅團長。1938年8月，擔任舞鶴要塞司令官；1940年7月，任第1砲兵司令官。翌年3月，晉升陸軍中將。參加太平洋戰爭時轉戰香港、菲律賓後，前往滿洲。
1944年3月編入預備役，隔月被召集擔任高雄要塞的司令官。1945年3月四度在重砲兵學校擔任校長後於9月解除召集。